# نظمي فائز
نظمي فائز (بالملايوية: Muhamad Nazmi Faiz Mansor) هو لاعب كرة قدم ماليزي في مركز الوسط، ولد في 16 أغسطس 1994 في Lembah Keramat ‏ في ماليزيا. شارك مع منتخب ماليزيا تحت 23 سنة لكرة القدم ومنتخب ماليزيا لكرة القدم. أما مع النوادي، فقد لعب مع نادي بيرا مار ونادي سلاغور وهاريماو مودا أ وهاريماو مودا ب.

## وصلات خارجية
- نظمي فائز على موقع قاعدة بيانات كرة القدم.إي يو (الإنجليزية)
- نظمي فائز على موقع ناشيونال فوتبول تيمز (الإنجليزية)
- نظمي فائز على موقع Soccerway.com (الإنجليزية)